# John Paul Scott (Verhaltensbiologe)
John Paul Scott (* 17. Dezember 1909 in Kansas City, Missouri; † 26. März 2000 in Bowling Green, Ohio) war ein US-amerikanischer Verhaltensgenetiker und Verhaltensbiologe. Ab 1965 bis zu seiner Pensionierung lehrte er als Professor für Psychologie an der Bowling Green State University in Bowling Green (Ohio).

## Leben
Nach dem Abschluss der Grundschule besuchte Scott die University Training School und danach die High School in Laramie, Wyoming, da sein Vater, der Parasitologe John W. Scott, als Professor für Zoologie an der University of Wyoming tätig war. Auch seine Mutter war Naturwissenschaftlerin, sie hatte Chemie an der University of Chicago studiert. Kurz vor seinem 18. Geburtstag begann er sein Studium an der University of Wyoming, wo er 1930 den Bachelor-Grad im Fach Zoologie mit den Nebenfächern Englisch und Psychologie erwarb. Im gleichen Jahr siedelte er aus den USA nach England über, trat ist Lincoln College in Oxford ein und immatrikulierte sich in der Honor School of Natural Science der University of Oxford im Fach Zoologie, wo er 1932 den Master-Abschluss erwarb. Mit einem Stipendium für die University of Chicago kehrte er danach in die USA zurück, studierte u. a. bei dem Ökologen Warder Clyde Allee und promovierte 1935 bei Sewall Wright im Fach Genetik über die Entwicklung der Embryonen und das Phänomen der Polydaktylie bei Meerschweinchen.
1935, inmitten der Great Depression, gab es für Scott keine Postdoc-Stelle an einer Universität, er wurde jedoch als Associate Professor und Leiter des Fachbereichs Zoologie am Wabash College in Crawfordsville (Indiana), einer finanziell gut ausgestatteten, privaten Ausbildungsstätte für den Bachelor-Abschluss männlicher Studierender, angestellt. Schwerpunkt der Dozenten war die Lehre, Forschung war nur geduldet, jedoch wurden Scott Räume zugesprochen, in denen er Kolonien von Mäusen und Ratten halten und deren je Zuchtlinie unterschiedliches Sozialverhalten analysieren durfte. Zugleich befasste er sich mit der Frage, in welchem Umfang es möglich sei, Methoden der Biologie auf das soziale Verhalten des Menschen anzuwenden, im Sinne einer interdisziplinären Biosoziologie oder – von ihm bevorzugt – Soziobiologie. Um sich tiefer gehendes Wissen hierfür anzueignen, nahm er 1938/39 ein Sabbatical, ging nach Boston und begann dort in den Bibliotheken der Harvard University ein monatelanges Selbststudium der Sozialwissenschaften. Am 1. September 1939 kehrte er zurück ans Wabash College, dem Tag, als die Deutsche Wehrmacht Polen angriff. Aufgrund seines Alters und seiner drei Kinder wurde er nicht zum Kriegsdienst eingezogen. Unter dem Eindruck des Zweiten Weltkriegs verfasste er ein Buch über Aggressionen bei Tieren und dem Menschen, das jedoch vom Lektor der University of Chicago Press abgelehnt wurde. Später bildete der Text die Grundlage für sein 1958 im gleichen Verlag erschienenes Buch Aggression, und gleichfalls 1958 erschien sein Lehrbuch Animal Behavior. In beide Bücher gingen die Befunde zahlreicher eigener Studien ein, u. a. Studien zur Vererbung aggressiven Verhaltens und zum Einfluss einer Niederlage bei Rangordnungskämpfen auf das künftige Verhalten von Mäusen.
1945 erhielt Scott das Angebot, ans Jackson Laboratory in Bar Harbor zu wechseln, wo er bis 1965 blieb. Von 1965 bis zu seiner Pensionierung im Jahr 1980 arbeitete er schließlich als Professor an der Bowling Green State University in Ohio, zuletzt als Regents Professor of Psychology. Neben Studien an Nagetieren widmete er sich nunmehr intensiv der Vererbung des Verhaltens bei Haushunden.
John Paul Scott war seit Juni 1933 mit der Kinderbuchautorin Sally Scott (1909–1978) verheiratet, deren Mutter, Dorothy Canfield Fisher eine Autorin und Bürgerrechtsaktivistin war. Scott und seine spätere Ehefrau hatten einander in Oxford kennengelernt, wo Sally Englische Literatur studiert hatte. Das Paar hatte vier Kinder.

## Schriften (Auswahl)
- The embryology of the guinea pig. I. A table of normal development. In: American Journal of Anatomy. Band 60, Nr. 3, 1937, S. 397–432, doi:10.1002/aja.1000600304.
- The embryology of the guinea pig. II. The polydactylous monster. A new teras produced by the genes PxPx. In: Journal of Morphology. Band 62, Nr. 2, 1938, S. 299–321, doi:10.1002/jmor.1050620207.
- The embryology of the guinea pig. III. The development of the polydactylous monster. A case of growth accelerated at a particular period by a semi‐dominant lethal gene. In: Journal of Experimental Zoology. Band 77, Nr. 1, 1937, S. 123–157, doi:10.1002/jez.1400770107.
- Genetic differences in the social behavior of inbred strains of mice. In: Journal of Heredity. Band 33, Nr. 1, 1942, S. 11–15, doi:10.1093/oxfordjournals.jhered.a105080.
- Science and social action. In: Science. Band 96, Nr. 2480, 1942, S. 39–40, doi:10.1126/science.96.2480.39-b.
- mit Mary-Vesta Marston: Nonadaptive behavior resulting from a series of defeats in fighting mice. In: The Journal of Abnormal and Social Psychology. Band 48, Nr. 3, 1953, S. 417–428, doi:10.1037/h0058844.
- Aggression. University of Chicago Press, Chicago 1958.
- Animal Behavior. University of Chicago Press, Chicago 1958.
- Violence and the disaggregated society. In: Aggressive Behavior. Band 1, Nr. 3, 1975, S. 235–260, doi:10.1002/1098-2337(1975)1:3<235::AID-AB2480010305>3.0.CO;2-8.
- mit John L. Fuller: Genetics and the Social Behavior of the Dog. University of Chicago Press, Chicago und London 1965, Volltext der unveränderten Neuausgabe von 1974.
- mit Sarah F. Scott (Hrsg.): Social Control and Social Change. Chicago University Press, Chicago 1971, ISBN 978-0-226-74295-3.
- Agonistic Behavior: Function and Dysfunction in Social Conflict. In: Journal of Social Issues. Band 33, Nr. 1, 1977, S. Pages 9–21, doi: 10.1111/j.1540-4560.1977.tb01866.x.

## Belege
1. ↑  John Paul Scott. Nachruf auf dem Server der Bowling Green State University. (Memento vom 15. März 2008 im Internet Archive)
2. ↑  John Paul Scott: Investigative Behavior: Toward a Science of Sociality. In: Donald A. Dewsbury: Studying Animal Behavior. Autobiographies of the Founders. Chicago University Press, Chicago und London 1985, ISBN 978-0-226-14410-8, S. 388–429, hier: S. 396.
3. ↑  The Life of J.P. Scott. Nachruf von Donald A. Dewsbury auf bgsu.edu vom 1. Mai 2000.
4. ↑  John Paul Scott, Investigative Behavior: Toward a Science of Sociality, S. 404.

| Personendaten    | Personendaten                                        |
| ---------------- | ---------------------------------------------------- |
| NAME             | Scott, John Paul                                     |
| KURZBESCHREIBUNG | US-amerikanischer Verhaltensgenetiker und Psychologe |
| GEBURTSDATUM     | 17. Dezember 1909                                    |
| GEBURTSORT       | Kansas City, Missouri                                |
| STERBEDATUM      | 26. März 2000                                        |
| STERBEORT        | Bowling Green, Ohio                                  |